# Фармацевтичний факультет Тернопільського національного медичного університету імені І. Я. Горбачевського
Фармацевтичний факультет Тернопільський національний медичний університет імені І. Я. Горбачевського створений 2000 року.
Розташовується на вулиці Руській, 36 у пам'ятці архітектури місцевого значення початку XX століття.

## Історія
Наприкінці минулого тисячоліття в Україні мав місце бурхливий розвиток фармацевтичної галузі. Він відбувався не тільки шляхом збільшення вітчизняних виробників різноманітних лікарських засобів і створення значної кількості гуртових фармацевтичних компаній, але, насамперед, різкого зростання чисельності аптечних установ. Існуючі на той час вищі медичні (фармацевтичний) навчальні заклади (Запорізький державний медичний університет, Національна фармацевтична академія в Харкові, Львівський державний медичний університет імені Данила Галицького) не могли забезпечити потребу фармацевтичної галузі у фахівцях відповідного профілю, а тому виникла необхідність у розширенні географії української фармацевтичної освіти.
Фармацевтичний факультет у тоді ще Тернопільській державній медичній академії імені І. Я. Горбачевського розпочав функціонування в 2000 році. Потрібно відзначити, що у його започаткуванні значну роль відіграли ректорат академії та відомий вчений у галузі фармакології професор Микола Скакун. Необхідно відмітити далекоглядність керівництва академії, яке розвиток фармації на теренах Тернопілля розглядало комплексно:
·        у 2000 році ліцензовано спеціальність «Фармація»;
·        у 2001 році – спеціальність «Клінічна фармація»;
·        у 2002 році – спеціальність «Технологія парфумерно-косметичних засобів».
Окрім того, перші роки на базі фармацевтичного факультету навчались студенти заочної форми, які після другого курсу продовжували здобувати вищу освіту в Національному фармацевтичному університеті (НФаУ).
З метою формування на факультеті професійного викладацького колективу ректоратом академії було розроблено концепцію кадрової політики, яка дозволила в короткий термін забезпечити викладання профільних дисциплін висококваліфікованими науково-педагогічним працівниками. У 1999 році для створення факультету була запрошена кандидат фармацевтичних наук Світлана Марчишин , з провідних фармацевтичних підприємств та навчальних закладів з наданням їм житла були запрошені проф. Тарас Грошовий, доц. Людмила Вронська, доц. Людмила Соколова, доц. Дмитро Коробко, ст. викл. Володимир Гнідець. Ряд викладачів факультету здобули вищу фармацевтичну освіту на базі НФаУ (професори Людмила Фіра та Іван Кліщ, доценти Людмила Вронська, Григорій Загричук і Марія Шанайда). Після навчання в аспірантурі при відповідних кафедрах НФаУ Ольга Поляк, Галина Козир та Марія Лелека захистили дисертаційні роботи на здобуття наукового ступеня кандидата фармацевтичних наук.

## Сучасність
Натепер акредитовано підготовку здобувачів вищої освіти за третім (освітньо-науковим) рівнем зі спеціальності 226 Фармація; практично завершено процедуру акредитації освітньої програми "Фармація" за другим (магістерським) рівнем зі спеціальності 226 Фармація, промислова фармація; здійснюється навчання студентів заочної форми за Європейською кредитно-трансферною системою й нормативним терміном тощо.
Фармацевтичний факультет має потужну навчально-методичну та матеріально-технічну бази, висококваліфікований кадровий склад, який на 100 відсотків укомплектований науково-педагогічним працівниками з науковими ступенями. У розпорядженні викладачів і студентів факультету відремонтовані та оснащені навчальні й наукові лабораторії навчального корпусу № 3, інші площі університету, що використовуються для ґрунтовної підготовки майбутніх фахівців фармацевтичної галузі.
За роки існування на факультеті вже сформовані власні наукові школи. Так, під керівництвом професора Тараса Грошового виконуються дослідження зі створення різноманітних нових лікарських форм промислового виробництва, проводяться фармакоекономічні та маркетингові дослідження препаратів різних фармакотерапевтичних груп. Професор Світлана Марчишин очолює напрямок фармакогностичних, фіто-хімічних і фармакологічних досліджень перспективної рослинної сировини та відповідних витягів на її основі.
Активно розвивається напрямок наукових досліджень щодо розробки й удосконалення методик стандартизації та валідації відповідних лікарських засобів, визначення їх біоеквівалентності тощо.
Значні успіхи досягнуті в напрямку одержання оригінальних синтетичних сполук на основі 1,3-диметилксантину. Серед масиву одержаних речовин ідентифіковані високоактивні у фармакологічному відношенні субстанції, які є потенційними активними фармацевтичними інгредієнтами. 
Викладачі факультету неодноразово представляли результати виконаних досліджень на міжнародних наукових форумах у вигляді доповідей та постерів. Окремо слід відзначити, що науково-педагогічні працівники кафедр факультету активно публікуються у виданнях, які цитуються наукометричними базами Scopus та Web of Science (Thomson Reuter Master Journal List).
На якість виконання наукових досліджень викладачів та студентів факультету впливає підписаний міжнародний контракт про співпрацю з Університетом Мансура (Єгипет). Це, крім того, дозволить не тільки залучити додаткову кількість іноземних студентів до навчання в нашому університеті, але й сприятиме академічній мобільності учасників освітнього процесу.
Викладачі факультету активно долучились до розробки віртуальних комп’ютерних навчальних та контролюючих програм, що позитивно відображається на навчальному процесі для студентів. Слід відзначити і видавничу діяльність науково-педагогічних працівників факультету. Так, за участі завідувача кафедри фармакогнозії з медичною ботанікою професора Світлани Марчишин виданий перший національний підручник з фармакогнозії, працівниками факультету видано ряд навчально-методичних посібників та монографій фармацевтичного спрямування, для студентів заочної форми навчання створено та надруковано значну кількість методичних рекомендацій для виконання контрольних робіт, проходження виробничих практик, робочих зошитів з відповідних дисциплін тощо.
Однією з об’єктивних оцінок навчальної роботи факультету є результати складання студентами етапів ЄДКІ. Традиційно, всі студенти факультету успішно складають відповідні компоненти даних етапів і за їх результатами входять до чільної трійки серед ВМ(Ф)НЗ України.
Студенти факультету продовжують традиції своїх попередників і гідно представляють університет на відповідних всеукраїнських заходах: студентських олімпіадах за спеціальністю «Фармація», конкурсах студентських наукових робіт з природничих, технічних та гуманітарних наук за напрямом «Фармацевтичні науки» тощо.
Окремі випускники факультету підтвердили свої дипломи в країнах ЄС, США, Австралії тощо; займають керівні посади в провідних фармацевтичних компаніях України; досягли успіхів на науковому терені.
Значна увага на факультеті приділяється виховній роботі. Неодноразово для студентів (в тому числі й іноземних) організовувались екскурсії, туристичні подорожі, заходи національно-патріотичного спрямування. Слід відзначити, що дані заходи мають не тільки пізнавальний та навчально-науковий характер, але й сприяють формуванню гармонійної особистості, здатної на значні звершення у недалекому майбутньому.

## Кадровий склад
- Дмитро Коробко — декан фармацевтичного факультету, кандидат фармацевтичних наук, доцент;
- Ігор Бердей — заступник декана фармацевтичного факультету, кандидат фармацевтичних наук, доцент;

Співробітники деканату: Тетяна Шинкелевич (методист), Тетяна Бега (старший інспектор), Руслана Козіцка (інспектор).

### Декани
- Світлана Марчишин — від 2000 р. по 2002 р.;
- Тарас Грошовий [Архівовано 1 вересня 2021 у Wayback Machine.] — від 2002 р. по 2006 р.;
- Людмила Соколова — від 2006 р. по 2013 р.;
- Дмитро Коробко — від 2013 р.

## Вчена рада факультету
Склад вченої ради фармацевтичного факультету на 2020/2021 навчальний рік:
1. доцент Дмитро Коробко — голова, декан фармацевтичного факультету;
2. професор Тарас Грошовий [Архівовано 1 вересня 2021 у Wayback Machine.] — почесний голова;
3. доцент Ігор Бердей — заступник голови, заступник декана фармацевтичного факультету;
4. доцент Антоніна Денис — секретар;
5. професор Світлана Марчишин;
6. професор Олена Самогальська;
7. професор Лілія Логойда;
8. доцент Григорій Загричук;
9. доцент Наталія Белей;
10. доцент Мар'яна Васенда;
11. доцент Леся Гнатишина;
12. доцент Наталія Горлачук;
13. доцент Анна Демид;
14. доцент Ольга Демидяк;
15. доцент Мар'яна Демчук;
16. доцент Надія Зарівна;
17. доцент Галина Козир;
18. доцент Ігор Марків;
19. доцент Дмитро Польовий;
20. доцент Ольга Поляк;
21. доцент Валентина Тюріна;
22. доцент Марія Шанайда;
23. студентка IV курсу Тетяна Валько;
24. студентка IV курсу Наталія Мамчур;
25. студент V курсу Артем Лимар.

## Кафедри
Натепер факультет налічує у своєму складі 5 кафедр:

### Кафедра управління та економіки фармації з технологією ліків
Історія кафедри [Архівовано 25 квітня 2021 у Wayback Machine.] починається від 1 січня 2002 року, коли на новоствореному фармацевтичному факультеті засновано кафедру фармацевтичних дисциплін, яку очолив доктор фармацевтичних наук, професор Тарас Грошовий.
У 2005-2013 роках на території кафедри функціонувала навчальна аптека ТОВ «Ера-Тер», де студенти навчалися практичних навичок у реальних умовах, проходили пропедевтичну та виробничу практики.
1 липня 2012 року кафедру розділили на кафедру управління та економіки фармації (завідувач — професор Тарас Грошовий) і кафедру технології ліків (завідувач — доцент Л. Соколова).
2 січня 2014 року кафедра знову зазнала реорганізації та об'єдналась у спільну кафедру управління та економіки фармації з технологією ліків на чолі з професором Тарасом Грошовим.
З вересня 2014-го вона розміщена на вул. Глибокій, 19-А. З вересня 2015 курс управління та організації фармації знову розташувався у фармацевтичному корпусі на Руській, 36.
30 листопада 2017 року на кафедрі управління та економіки фармації з технологією ліків (вул. Руська, 36) відбулося відкриття навчальної аптеки (у приміщенні раніше функціонуючої аптеки «Ера-Тер»)  [Архівовано 25 квітня 2021 у Wayback Machine.] .
Аптека функціонує з метою опанування та поглиблення набутих практичних навичок студентів.
11 грудня 2019 року на кафедрі відбулося відкриття навчально-дослідної лабораторії  (вул. Глибока 19) [Архівовано 25 квітня 2021 у Wayback Machine.].
Напрямками роботи є: отримання і дослідження фітосубстанцій, розробка складу і технології лікарських засобів і біологічно-активних добавок різної форми випуску. Лабораторія створена для здійснення науково-дослідних робіт та організації практичних занять для студентів фармацевтичного факультету.
З вересня 2020 року навчальний процес кафедри забезпечують 22 викладачів: 1 професор, 10 доцентів, 1 старший викладач, 10 асистентів, а також 4 лаборанти.

### Кафедра фармацевтичної хімії
Фармацевтичний факультет і кафедра фармацевтичної хімії були засновані, росли і зміцнювались одночасно. Проте, слід відмітити, що назви курсів дисциплін кафедри і назва самої кафедри змінювались.
Витоки кафедри фармацевтичної хімії починаються з 1 вересня 2000 року, коли в Тернопільській державній медичній академії імені І. Я. Горбачевського розпочалися заняття на курсі хіміко-фармацевтичних дисциплін, який на той час був складовою частиною кафедри біології та медичної генетики з фармакогнозією (завідувач — канд. фарм. наук, доцент Світлана Марчишин). Курс очолила канд. хім. наук Л. Вронська. Крім неї, тут працювали старший лаборант Н. І. Лацік і лаборант І. Б. Івануса. Курс розміщувався в навчальному корпусі, що на вул. Руська, 36.
У червні 2001 року закінчився перший навчальний рік для студентів фармацевтичного факультету, відбувся другий набір студентів, які розпочали навчання вже за двома спеціальностями “Фармація” і “Клінічна фармація”. Зросло число студентів і разом з тим навчальних дисциплін, тому курс хіміко-фармацевтичних дисциплін був реорганізований в кафедру хіміко-фармацевтичних дисциплін. Із серпня по грудень 2001 року обов’язки завідувача кафедри хіміко-фармацевтичних дисциплін виконувала канд. хім. наук, старший викладач Л. В. Вронська, а з грудня 2001 року завідувачем кафедри було обрано доктора пед. наук, професора Л. М. Романишину.
Викладацький склад кафедри на той час: проф. Л. М. Романишина, кандидати хімічних наук Л. В. Вронська, Г. Я. Загричук, О. В. Криховець, В. П. Бодров (спочатку працював за сумісництвом, а потім на постійній основі), кандидат біологічних наук М. М. Михалків, асистент Н. І. Лацік. На кафедрі працювали також лаборанти і старші лаборанти І. Б. Івануса, С. Є. Дереворіз, М. І. Борис, А. В. Ільясов, О. С. Криськів.
Ще через рік, у період червня-серпня 2002 року число викладачів кафедри зросло: в Тернопільську державну медичну академію ім. І. Я. Горбачевського з інших навчальних закладів прийшли працівники канд. фарм. наук, доцент Л. В. Соколова та канд. фарм. наук, старший викладач В. І. Гнідець, а також канд. техн. наук О. І. Гулай, канд. біол. наук І. Є. Соловодзінська. Лаборантський склад кафедри поповнився такими новими лаборантами і старшими лаборантами, як І. З. Кернична, П. Г. Лихацький, Л. М. Мосула, Л. Р. Фалендиш, С. І. Сабат.
У грудні 2002 року на фармацевтичний факультет прийшов працювати доктор фарм. наук, проф. Т. А. Грошовий. Тоді ж кафедра хіміко-фармацевтичних дисциплін була розділена на дві: кафедру фармацевтичних дисциплін (включала дисципліни: фармацевтичну хімію, аптечну технологію ліків, аналітичну хімію, метрологію) і кафедру неорганічної та органічної хімії (до неї віднесли дисципліни: неорганічну хімію, органічну хімію, фізичні методи аналізу, фізичну і колоїдну хімію). Кафедру фармацевтичних дисциплін очолив проф. Т. А. Грошовий, а кафедру неорганічної та органічної хімії – проф. Л. М. Романишина.
З липня 2003 року кафедра фармацевтичних дисциплін, у зв’язку із зростанням числа дисциплін, знову була розділена на дві: кафедру фармацевтичних дисциплін (включила всі дисципліни управління економіки у фармації та технологічні) та кафедру фармацевтичної хімії з аналітичною і токсикологічною хімією(фармацевтичну хімію, медичну хімію, аналітичну хімію, токсикологічну хімію, метрологію).
Із серпня 2003 року кафедра фармацевтичної хімії з аналітичною і токсикологічною хімією мала такий склад: доц. Л. В. Вронська (завідувач), доц. Д. Б. Коробко (завідувач курсу фармацевтичної хімії, був запрошений на роботу з фармацевтичного факультету Запорізького державного медичного університету), доц. Л. П. Яворська (перейшла на роботу з Львівського національного медичного університету імені Данила Галицького), ст. викл. В. І. Гнідець, канд. біол. наук М. М. Михалків, асистенти І. Б. Івануса та Л. М. Морула, лаборант С.Є. Дереворіз.
У різні роки роботи кафедри, при великому педагогічному навантаженні, викладати за сумісництвом запрошували: начальника Державної інспекції з контролю якості лікарських засобів у Тернопільській області Г. Г. Криницьку, канд. хім. наук, провізора І. М. Бобик, провізорів Н. М. Коробко і М. З. Чехович, провізорів-аналітиків Державної інспекції та лабораторії відділу контролю якості Н. О. Репій, А. М. Зозулю, Г. І. Магльовану.
З початку 2005 року на кафедрі старшим лаборантом працює О. Р. Тушич і приступила до викладання після закінчення аспірантури О. Б. Поляк, яка невдовзі захистила кандидатську дисертацію і стала кандидатом фармацевтичних наук.
У липні 2006 року в зв’язку із зменшенням числа студентів, які навчаються на фармацевтичному факультеті, кафедра фармацевтичної хімії з аналітичною і токсикологічною хімією була об’єднана з кафедрою неорганічної та органічної хімії в єдину кафедру фармацевтичної хімії, до якої приєднали ще курси медичної хімії для студентів І курсу медичного і стоматологічного факультетів. Обов’язки завідувача кафедри виконувала доц. Л. В. Вронська.
Викладацький склад кафедри фармацевтичної хімії на той час: доценти Л. В. Вронська, Д. Б. Коробко, Л. П. Яворська, Г. Я. Загричук, Є. Б. Дмухальська, М. М. Михалків, старший викладач В. І. Гнідець, асистенти О. Б. Поляк, А. Є. Демид, Л. М. Іванець, І. Б. Івануса, Н. А. Василишин, М. В. Чорна, І. Р. Бекус, О. Р. Тушич, Л. М. Мосула.
Лаборанти кафедри: О. Б. Ковальська, С. І. Сабат, Н. І. Бронецька, О. Г. Павлішина.
З вересня 2009 року на кафедру перейшла працювати проф. Фіра Л. С., яка очолила кафедру.
З відкриттям заочної форми навчання на фармацевтичному факультеті, а також за рахунок збільшення кількості іноземних груп на медичному і стоматологічному факультетах штат кафедри фармацевтичної хімії поповнився. Зокрема, у 2008 р. штат кафедри поповнили асистенти Н. О. Зарівна, С. С. Козачок і Н. І. Бурмас, у 2009 р. – доцент П. Г. Лихацький, асистент І. І. Медвідь. У 2008-09 рр. за сумісництвом на посаді асистента працювали старші лаборанти О. Р.Тушич, О. І. Тусик і О. Б. Торопило.
З 2010 р. на кафедрі працює асистент Л. С. Логойда, а з 2011 р. – асистент Г. І. Фальфушинська. Також за сумісництвом на посаді асистента працює старший лаборант Л. А. Бойко.
Штат кафедри станом на 2011 р.: 1 професор (д.б.н. Л. С. Фіра), 12 доцентів (к.х.н. Г. Я. Загричук, к.фарм.н. Д. Б. Коробко, к.х.н. Л. В. Вронська, к.б.н. М. М. Михалків, к.фарм.н. Л. П. Яворська, к.х.н. О. В. Криховець, к.б.н. Є. Б. Дмухальська, к.фарм.н. О. Б. Поляк, к.х.н. Н. А. Василишин, к.б.н. П. Г. Лихацький, к.х.н. Л. М. Іванець, к.фарм.н. Л. М. Мосула), 1 старший викладач (к.фарм.н. В. І. Гнідець), 11 асистентів (к.б.н. І. Р. Бекус, к.б.н. Г. І. Фальфушинська, к.х.н. А. Є. Демид, к.б.н. М. В. Чорна, І. Б. Івануса, І. І. Медвідь, Н. О. Зарівна, С. С. Козачок, Н. І. Бурмас, Л. С. Логойда, М. Б.Чубка), 6 старших лаборантів (О. В. Бача, О. Б. Торопило, Л. А. Бойко, І. Б. Піжицький, О. Б. Бондарук, І. І. Паньків).
З вересня 2013 року кафедра була розділена на дві: кафедру фармацевтичної хімії (завідувач к.фарм.н., доц. Коробко Д.) та кафедру загальної хімії (завідувач д.б.н., ст. викл. Фальфушинська Г.).
Штат кафедри станом на травень 2013 року: 4 доценти (к.фарм.н. Коробко Д., к.фарм.н. Поляк О., к.біол.н. Михалків М., к.фарм.н. Мосула Л.), 2 старші викладача (к.фарм.н. Гнідець В., к.фарм.н. Логойда Л.,), 3 асистенти (к.фарм.н. Горлачук Н., к.біол.н. Івануса І., к.фарм.н. Зарівна Н.), 2 старші лаборанти (Бача О., Данилюк М.).
З вересня 2014 року кафедру фармацевтичної хімії очолила к.фарм.н., доц. Поляк О.
Штат кафедри у 2016 році: доценти к.фарм.н. Коробко Д., к.фарм.н. Поляк О., к.біол.н. Михалків М., к.фарм.н. Мосула Л., к.фарм.н. Зарівна Н., к.фарм.н. Горлачук Н., к.біол.н. Івануса І., к.фарм.н. Логойда Л., старший викладач к.фарм.н. Гнідець В., старші лаборанти Бача О., Данилюк М.
В січні 2019 року у спеціалізованій Вченій раді ЛНМУ (м. Львів) доц. Л.С. Логойда захистила дисертацію на здобуття наукового ступеня доктора фармацевтичних наук на тему «Науково-теоретичне обґрунтування біоаналітичних досліджень та стандартизації антигіпертензивних засобів з використанням хроматографічних методів» за спеціальністю 15.00.02 – фармацевтична хімія та фармакогнозія.
З 27 серпня 2019 року кафедру фармацевтичної хімії очолила д.фарм.н., доц. Л. С. Логойда, якій у 2021 році присвоїно вчене звання професора. 
Штат кафедри на теперішній час: завідувач кафедри, професор, д.фарм.н. Л. С. Логойда; доценти, к.фарм.н. О. Б. Поляк, Д. Б. Коробко, Н. О. Зарівна, Н. В. Горлачук, Л. М. Мосула; доценти, к.біол.н. М. М. Михалків, І. Б. Івануса; старші викладачі к.фарм.н. Т. В. Кучер, Л. С. Криськів, асистент (здобувач) К. Є. Пелешок; старші лаборанти О. В. Бача, М. Б. Данилюк; лаборант М. В. Горин; аспірант Н. С. Шуляк.
На кафедрі фармацевтичної хімії студенти фармацевтичного факультету та факультету іноземних студентів денної і заочної форми навчання перебувають впродовж усього терміну навчання в університеті та опановують наступні дисципліни: фармацевтична хімія; токсикологічна та судова хімія; аналітична хімія тощо.
Матеріальна база кафедри фармацевтичної хімії формувалась від початку функціонування фармацевтичного факультету (з 2000 року) і продовжує динамічно розвиватись. Кафедра займає наступні приміщення: 4 навчальних кімнати, 1 комп'ютерний клас, лаборантська, 2 викладацькі кімнати, кабінет завідувача кафедри, наукова лабораторія. Кожна навчальна кімната оснащена основним обладнанням, посудом та реактивами, необхідними для ґрунтовного засвоєння дисциплін, що викладаються на її базі. Дві навчальні кімнати літом 2016 року оснастили відео-системами. В 2017 році одну навчальну аудиторію оснастили інтерактивною дошкою.
Викладачами кафедри постійно проводиться робота з розробки, оновлення та наповнення Web-порталу університету відповідними матеріалами по підготовці студентів до практичних занять і лекцій, мультимедійними презентаціями лекцій, методичними розробками тощо. Представлена на сайті ТНМУ імені І. Я. Горбачевського інформація відображує сучасний стан фармацевтичної науки та практики, висвітлює останні досягнення в галузі фармацевтичного і хіміко-токсикологічного аналізу, медичної хімії, фармакології тощо.
Викладачами кафедри для дистанційного контролю рівня знань студентів в системі Moodle складено понад 15 тисяч тестових завдань. Даний вид роботи не припиняється і натепер відбувається часткова переорієнтація контрольних завдань з метою об’єктивізації оцінювання студентів шляхом створення принципово нових тестів.
Зусиллями викладачів кафедри для студентів очної та заочної форм навчання було видано ряд інформаційних матеріалів з фармацевтичної хімії, аналітичної хімії, токсикологічної хімії, в тому числі й англійською мовою. Робота в даному напрямку продовжується.
Для забезпечення якісного рівня практичної підготовки студентів на кафедрі створені необхідні умови для засвоєння та контролю практичних навичок, обов’язкових для 2-5 ліній Матрикулів, що відповідає освітньо-кваліфікаційним характеристикам в розрізі спеціальностей.
Науково-педагогічний персонал кафедри фармацевтичної хімії активно поєднує викладацьку роботу із науковою діяльністю, що сприяє підвищенню рівня ефективності навчального процесу, удосконаленню змісту навчання із урахуванням сучасного стану і тенденцій розвитку фармацевтичної галузі.
На даний час НДР кафедри: Цілеспрямований пошук біологічно активних речовин в ряду 7,8-дизаміщених теофіліну; розробка та валідація методик контролю якості антигіпертензивних лікарських засобів зі статинами (2021-2023). Керівник - доц. Коробко Д. Б.
Держбюджетна НДР «Розробка оригінальних комбінацій антигіпертензивних засобів, їх аналіз та стандартизація» (2020-2022). Керівник - проф. Логойда Л. С.
На кафедрі виконується 1 докторська дисертація (доц. Коробко Д. Б.) та 2 дисертації на здобуття наукового ступеня доктора філософії (Пелешок К. Є., Шуляк Н. С.) (науковий керівник – проф. Логойда Л.С.) та у цьому році заплановано 6 магістерських робіт.
Викладачами кафедри проводяться наукові дослідження за наступними напрямками:
- Пошук нових біологічно активних речовин напівсинтетичного походження (синтез, фізико-хімічні властивості та біологічна активність 7,8-дизаміщених теофіліну);
- Розробка аналітичних та біоаналітичних методик визначення АФІ в субстанціях, лікарських засобах та плазмі крові;
- Фармацевтичний аналіз та стандартизація лікарських засобів на основі лікарської рослинної сировини;
- Аналітичне забезпечення фармацевтичної розробки;
- Використання принципів Quality by Design при розробці методик аналізу АФІ у лікарських засобах;
- Хіміко-токсикологічні дослідження лікарських засобів.

Науково-педагогічними працівниками отримано 9 патентів, опубліковано понад 350 статей і тез в періодичних наукових виданнях, в тому числі закордонних. За результатами НДР отримано 18 актів впровадження. 
Сумарний індекс Гірша викладачів кафедри (Scopus) – 39. Кафедра має багато міжнародних співпраць, що засвідчено спільними публікаціями із закордонними партнерами. 
Викладачі кафедри беруть активну участь в наукових конференціях різного рівня. Їх доповіді неодноразово визнавались кращими, що підтверджується відповідними дипломами та грамотами. Активно працює студентський науковий гурток. Під керівництвом викладачів студенти проводять дослідження за науковими напрямками кафедри, результати яких будуть представлені на студентських наукових форумах.
На кафедрі кожного навчального року виконуються дипломні і магістерські роботи, які стосуються синтезу нових біологічно активних речовин, фармацевтичного аналізу, створення і стандартизації готових лікарських засобів. 
Викладачі кафедри фармацевтичної хімії є кураторами студентських груп, з якими відвідують культурно-масові заходи, проводять бесіди відповідного спрямування, беруть участь у тематичних вечорах, що організовуються на базі університету.

### Кафедра фармакогнозії з медичною ботанікою

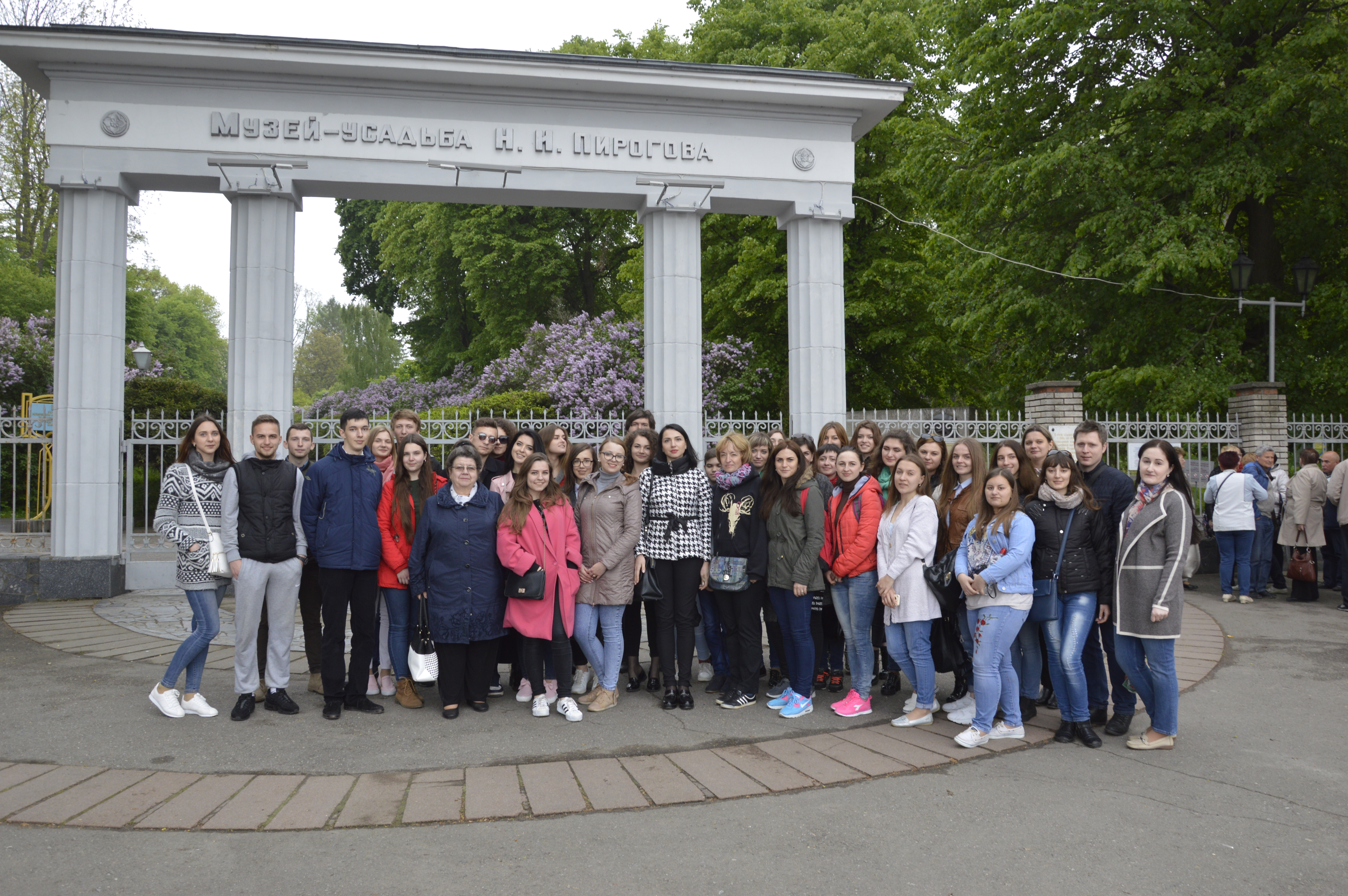
Студенти фармацевтичного факультету ТНМУ на екскурсії у Вінниці 6755

30 червня 2000 року наказом ректора № 151 створено кафедру фармакогнозії з біологією та медичною генетикою, а виконувачем обов'язків завідувача кафедри призначено кандидата фармацевтичних наук, доцента Світлану Марчишин. Кафедра фармакогнозії з медичною ботанікою створена 1 липня 2003 року, завідувачем кафедри була доктор біологічних наук, професор Л. Фіра. З 2009 року завідувачем кафедри призначено доктора фармацевтичних наук, професора Світлану Марчишин.
З 2012 року кафедра знаходиться за адресою Руська, 36. Склад кафедри: проф. Марчишин С.М., доц. Шанайда М.I., доц. Демидяк О.Л., доц. Кернична I.З., доц. Дахим І.С., доц. Савич А. О., асист. Слободянюк Л. В., асист. Паращук Е. А., ст. лаборант Козяр М. І., лаборант Кралька Н. М.  
На кафедрі здійснюється викладання дисциплін українською та англійською мовами:
- фармацевтичної ботаніки,
- фармакогнозії,
- ресурсознаства лікарських рослин,
- вибіркових дисциплін «Фітотерапія» та «Нутриціологія».

Колектив кафедри постійно працює над удосконаленням навчально-методичної роботи. Теоретичні й практичні знання на кафедрі отримують студенти 1, 2, 3 та 5 курсів фармацевтичного факультету та факультету іноземних студентів. Студентам ІІ курсу викладається фармацевтична ботаніка та навчальна практика  з фармацевтичної ботаніки, III курсу – фармакогнозія, IV – навчальна практика з фармакогнозії, вибіркові дисципліни «Фітотерапія» та «Нутріціологія», V курсу – ресурсознавство лікарських рослин. 
Колективом кафедри підготовлено i опубліковано посібник з навчально-польової практики з медичної ботаніки, видано методичні вказівки з дисциплін кафедри, робочі зошити до занять, складені згідно кредитно-модульної системи, та щоденники навчально-польової практики з фармацевтичної ботаніки українською та англійською мовами, монографії „Лікарські рослини Тернопільщини”, „Лікує пирій”, „Арніка лікує”.
Для іноземних студентів з фармацевтичної ботаніки, фармакогнозії та ресурсознавства лікарських рослин створено робочі програми та методичні вказівки англійською мовою. З усіх дисциплін кафедри викладачами кафедри читаються лекції з використанням мультимедійного забезпечення.
Співробітники кафедри активно працюють над підготовкою та виданням навчально-методичної літератури, зокрема, опубліковані та використовуються у навчальному процесі посібники, щоденники практики і робочі зошити.
На заняттях систематично використовуються бази тестів та здійснюється їх обговорення в рамках  підготовки до ліцензійних тестових іспитів типу КРОК-1 та КРОК-2.  Викладачі кафедри систематично беруть участь у підготовці до видання збірників тестових завдань.
Наукові напрямки діяльності кафедри: фармакогностичне дослідження різних видів лікарських рослин (макро- та мікроскопічний аналіз, фітохімічні дослідження нових перспективних лікарських рослин). За останні 5 років викладачами кафедри опубліковано понад 200 наукових праць. 
У даний час на кафедрі заплановано та виконуються 2 докторських, 3 кандидатських  дисертацій.
Сфера наукових інтересів співробітників та здобувачів кафедри – фармакогностичне вивчення нових лікарських рослин: пирію повзучого, смикавця їстівного, мильнянки лікарської, представників родин Губоцвіті (роди Лофант, Змієголовник, Монарда, Чабер, Гісоп, Васильки), Айстрові (роди Стокротки, Чорнобривці, Арніка, Якон, Стевія та ін.), видів родини Липові, роду Катран та ін. 
У 2005, 2008, 2012, 2016, 2019 роках на базі кафедри було організовано і проведено  I-V Всеукраїнські наукові конференції “Хімія природних сполук”,  присвячені дослідженню лікарських рослин та перспективам створення на їх основі нових лікарських засобів, стандартизації та організації виробництва ліків. У роботі конференцій у різні роки взяли участь науковці з Києва, Харкова, Львова, Чернівців, Івано-Франківська, Тернополя та ін. [Архівовано 25 квітня 2021 у Wayback Machine.]

### Кафедра клінічної фармації
На кафедрі клінічної фармації викладаються дисципліни, які об’єднують фармацевтичні і клінічні знання про лікарські засоби, і є необхідними  для ефективної професійної діяльності провізора. 
Курс клінічної фармації [Архівовано 11 жовтня 2016 у Wayback Machine.] відкрито у 2003 році при кафедрі фармацевтичних дисциплін. У 2004/2005 навчальному році курс перейменовано у кафедру клінічних дисциплін з клінічною фармацією, у 2005/2006 навчальному році кафедра приєднана до кафедри фармакології, яка стала називатися кафедрою фармакології з клінічними фармакологією, фармацією і фармакотерарпією. У 2007 році на базі курсу клінічної фармації створена кафедра клінічної фармації, яку очолив професор Іван Кліщ. Від серпня 2010 року кафедру очолила професор Олена Самогальська. 
На кафедрі проводиться до- і післядипломна підготовка провізорів, активна наукова робота, щорічно проводиться підготовка дипломних і магістерських робіт, проводяться конференції, семінари для лікарів і практикуючих провізорів.

### Кафедра загальної хімії
Історія кафедри загальної хімії [Архівовано 25 квітня 2021 у Wayback Machine.] нерозривно пов’язана з розвитком фармацевтичного факультету, що був створений у 2000 р. Хімічні дисципліни для студентів фармацевтичного факультету викладалися спочатку на курсі хіміко-фармацевтичних дисциплін, який у 2001 р. був реорганізований у однойменну кафедру. В зв’язку із зростанням кількості студентів у грудні 2002 р. кафедру хімічних дисциплін було розділено на дві: кафедру фармацевтичних дисциплін і кафедру неорганічної та органічної хімії. 
На кафедрі викладалися наступні дисципліни: неорганічна хімія, органічна хімія, фізичні методи аналізу, фізична і колоїдна хімія. Кафедру очолювала д.пед.н., проф. Л.М. Романишина. Викладацький склад кафедри на той час: професор, д. пед. н., Л.М. Романишина, доц., к.х.н. Г.Я. Загричук, доц., к.х.н. О.В. Криховець , доц., к.х.н. В.П. Бодров, доц., к.т.н. О.І. Гулай, асист. Н.І. Руснак (Лацік), ст. лаборанти М.І. Борис, П.Г. Лихацький, С.І. Сабат. 
Через рік, у 2003 р. цю кафедру очолив доц., к.х.н. Г. Я. Загричук. У цьому ж році викладацький склад кафедри поповнила асистент А. Є. Демид. У 2005 р. на посаді старшого лаборанта почала працювати Л. М. Іванець, яка згодом (у 2006 р.) була переведена на посаду асистента кафедри. 
У липні 2006 р. кафедра неорганічної та органічної хімії була об’єднана з кафедрою фармацевтичної хімії з аналітичною і токсикологічною хімією у кафедру фармацевтичної хімії, до якої передали курси медичної та біоорганічної хімії, що викладалися для студентів І курсу медичного та стоматологічного факультетів. У 2006–2009 р.р. завідувачем кафедри була к. х. н., доц. Л.В. Вронська. 
З вересня 2009 р. кафедру очолила д. б. н., проф. Л.С. Фіра. З 2010 р. на кафедрі працює асистент Л. С. Логойда, а з 2011 р. – асистент Г. І. Фальфушинська. Також за сумісництвом на посаді асистента працює старший лаборант Л. А. Бойко. 
З вересня 2013 р. кафедра фармацевтичної хімії знову була розділена на дві: кафедру загальної хімії та кафедру фармацевтичної хімії. Кафедру загальної хімії очолила д. б. н., ст. викладач Г.І.Фальфушинська.
З липня 2017 року кафедру очолює к.х.н., доц. Г. Я.Загричук.
На даний час на кафедрі загальної хімії навчаються студенти медичного, стоматологічного, фармацевтичного факультетів (денна та заочна форми навчання) та Навчально-наукового інституту медсестринства (денна і дистанційна форми навчання), яким викладаються такі дисципліни українською та англійською мовами:
- Медична хімія (медичний та стоматологічний факультет, І-ІІ курс),
- Біологічна та біоорганічна хімія (медичний факультет, І курс),
- Загальна та неорганічна хімія (фармацевтичний факультет, І курс),
- Органічна хімія (фармацевтичний факультет, ІІ курс),
- Фізична та колоїдна хімія (фармацевтичний факультет, ІІ курс) ,
- Медична хімія (ННІ медсестринства, І курс).

Вибіркові дисципліни:
- Біогенні елементи (фармацевтичний факультет, І курс);
- Біоактивність неорганічних сполук (фармацевтичний факультет, І курс);
- Теоретичні основи синтезу (фармацевтичний факультет, ІІ курс);
- Прикладна хімія в медицині (медичний факультет, І курс);
- Прикладна хімія в стоматології (стоматологічний факультет, І курс);

Науково-педагогічне стажування працівників кафедри загальної хімії
липень 2014 р. – доц. Гнатишина Л.Л. проходила стажування на базі наукової лабораторії Університету Північної Кароліни в Шарлоті (США) в межах білатерального проекту за підтримки Фонду цивільних досліджень та розвитку США в Україні (CRDF) (UKB1-7109-TE-13), 
серпень 2018 р. – доц. Гнатишина Л.Л. проходила стажування в Латвійському університеті на базі лабораторії гідробіології в Інституті біології (м. Рига, Латвія) в рамках міжнародної українсько-латвійської НДР № М/35-2018 «Мультимаркерний підхід для оцінки впливу гідроелектростанцій на довкілля», №держреєстрації 0118U004954.
З 21 жовтня до 19 листопада 2019 року – доц. Загричук Г.Я. проходив міжнародне науково-педагогічне стажування «New and innovative teaching methods in pharmacy» (Люблін, Польща), а в період з 16-20 листопада проходив виїзний модуль вузькопрофільного стажування на базі Uniwersytet Medyczny w Lublinie.
З 04 по 12 лютого 2020 р. – доц. Гарліцька Н.І. брала участь у міжнародному науковому стажуванні «Інновації в науці. Новизна, основні принципи» у м. Любляна (Словенія) на базі Словенської компанії International scientific project.
З 04 по 29 травня 2020 р. – доц. Кравчук Л.О. та Мілян І.І. проходили міжнародне науково-педагогічне стажування «New and innovative teaching methods» у м.Краків (Польща) на базі UEK (Економічний університет у Кракові / Uniwersytet Ekonomiczni w Krakowie). 
Участь студентів у Всеукраїнській студентській олімпіаді
У 2018 р. студентка І курсу медичного факультету Рега О.Р. посіла 2 місце у ІІ турі Всеукраїнської студентської олімпіади з дисципліни «Медична хімія», яка відбувалася на базі кафедри медичної та загальної хімії Національного медичного університету імені О.Богомольця 12-13 квітня 2018 року (відповідальні за підготовку: доц. Г.Я. Загричук та доц. Л.Л. Гнатишина). Також, Рега О.Р. посіла 1  місце в ІІ турі Всеукраїнської студентської олімпіади з дисципліни «Хімія», яка відбувалася на базі Національного університету біоресурсів і природокористування України 23-26 квітня 2018 року (відповідальний за підготовку доц. Г.Я. Загричук).
У 2019 р. студент І курсу стоматологічного факультету Сірко С.В. посів 3 місце в ІІ турі Всеукраїнської студентської олімпіади з дисципліни «Медична хімія», яка відбувалася на базі кафедри медичної та загальної хімії Національного медичного університету імені О.Богомольця 4-5 квітня 2019 року (відповідальний за підготовку доц. Г.Я. Загричук).

## Відомі випускники
Логойда Лілія Святославівна (випускниця 2009 року) — лауреатка відзнаки "Медаль Святого Пантелеймона" [Архівовано 19 травня 2021 у Wayback Machine.].